# Andre Marriner
Andre Marriner (sinh 1 tháng 1 năm 1971) là một trọng tài chuyên nghiệp người Anh hiện đang làm việc tại Giải bóng đá Ngoại hạng Anh. Ông cũng là một trọng tài FIFA và hoạt động từ 2009 đến 2017.
Ngày 17/4/2011, trong trận Arsenal gặp Liverpool trên sân Emirates, Marriner đã thổi hai quả phạt đền trong thời gian bù giờ (lên đến 12 phút), một cho Arsenal, một cho Liverpool, cả hai đều trở thành bàn thắng trong đó bàn thắng của Liverpool (ghi bởi Dirk Kuyt ở phút 102) là bàn thắng được ghi muộn nhất trong lịch sử Premier League.
Marriner từng điều khiển các trận đấu quan trọng: Siêu cúp Anh 2010 (Man Utd thắng Chelsea 3-1), Chung kết Cúp FA 2013 (Wigan thắng Man City 1-0), Chung kết Cúp EFL 2017 (Man Utd thắng Southampton 3-2), Siêu cúp Anh 2020.

## Thống kê
| Mùa     | ST | Tổng | TB/1 trận | Tổng | TB/1 trận |
| ------- | -- | ---- | --------- | ---- | --------- |
| 2002–03 | 10 | 33   | 3.30      | 5    | 0.50      |
| 2003–04 | 27 | 70   | 2.59      | 8    | 0.30      |
| 2004–05 | 37 | 80   | 2.16      | 10   | 0.27      |
| 2005–06 | 28 | 76   | 2.71      | 7    | 0.25      |
| 2006–07 | 32 | 96   | 3.00      | 5    | 0.15      |
| 2007–08 | 37 | 112  | 3.02      | 6    | 0.16      |
| 2008–09 | 33 | 108  | 3.20      | 7    | 0.21      |
| 2009–10 | 37 | 115  | 3.11      | 10   | 0.27      |
| 2010–11 | 38 | 131  | 3.48      | 5    | 0.13      |
| 2011–12 | 28 | 92   | 3.29      | 5    | 0.18      |
| 2012–13 | 38 | 122  | 3.21      | 8    | 0.21      |